# Grigorij Ivanovič Šelichov
Grigorij Ivanovič Šelichov, in russo Григорий Иванович Шелихов? (Ryl'sk, 1747 – Irkutsk, 20/31 luglio 1795), è stato un esploratore, navigatore e mercante russo.
Šelichov organizzò i viaggi commerciali delle navi mercantili per le isole Curili e le Aleutine a partire dal 1775. Negli anni 1783-1786 condusse una spedizione fino alle coste dell'America russa durante i quali fu fondato il primo insediamento permanente russo in Nord America. Il viaggio di Šelichov fu intrapreso sotto l'egida della società Šelichov-Golikov, di cui l'altro membro era Ivan Larionovič Golikov. Tale società avrebbe poi costituito la base su cui sorse la Compagnia russo-americana nel 1799.
Partì nell'agosto del 1783 con tre imbarcazioni: Tre Santi, Simeone e Anna e San Michele ("Три святителя", "Симеон и Анна", "Св. Михаил") con un equipaggio di 192 persone. Nel 1784, Šelichov arrivò  sull'isola Kodiak dove ebbe forti scontri con la popolazione indigena, i Koniaga, (un popolo Alutiiq, detti anche Yupik del Pacifico); ne uccise centinaia e prese ostaggi per imporre l'obbedienza sugli altri. Dopo aver stabilito la sua autorità su Kodiak, Šelichov fondò il primo insediamento permanente russo in Alaska, nella Three Saints Bay (baia di Tre Santi) dell'isola Kodiak. A Unalaska ne esisteva uno da molto tempo prima, ma non era mai stato considerato una base permanente russa prima dell'arrivo di Šelichov.

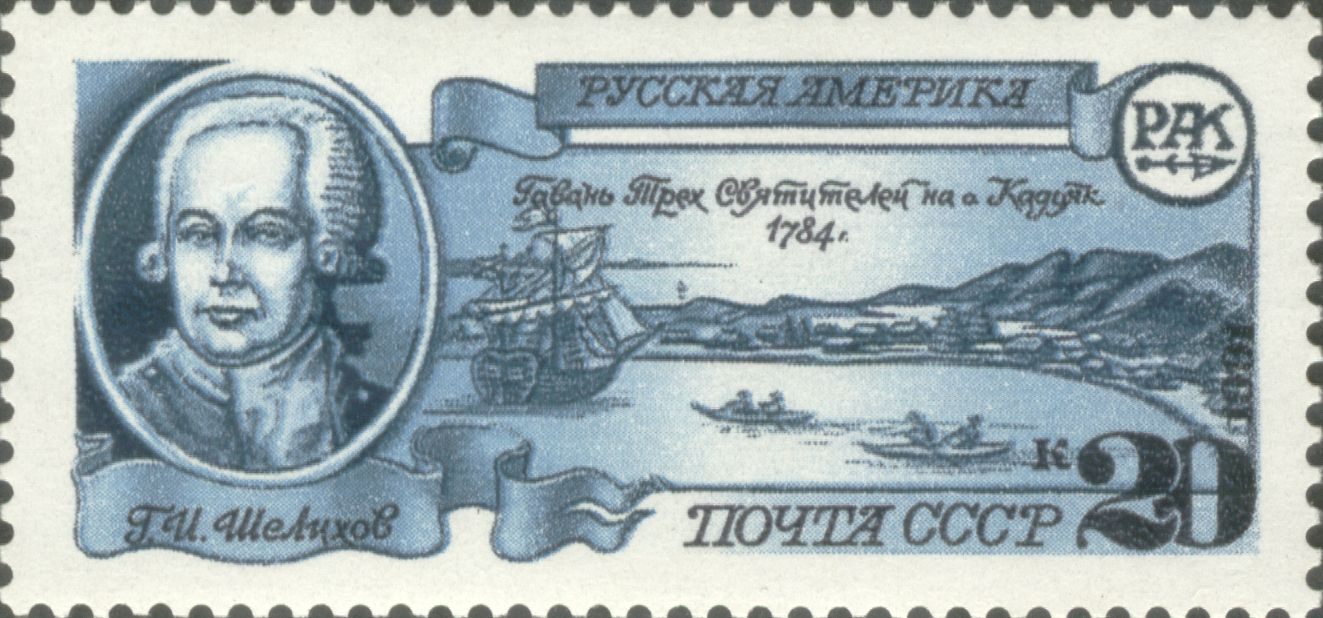
Francolbollo dell'Unione Sovietica del 1991 con l'effigie di Šelichov

Nel 1790, Šelichov, tornato in Russia, assunse Aleksandr Andreevič Baranov (che sarebbe poi diventato il primo direttore della Compagnia russo-americana) per gestire il suo commercio di pellicce nell'America russa.
Morto a soli 48 anni il 20 (o 31) luglio 1795, fu sepolto a Irkutsk, sulla lapide della sua tomba c'è la scritta "Il Colombo russo è qui sepolto, solcando i mari, scoprì terre sconosciute...". Nella sua città natale, Ryl'sk, c'è una statua a lui dedicata.

## Luoghi a lui dedicati
- Il golfo di Šelichov, nel Mare di Ochotsk.
- Lo stretto di Šelichov, tra l'Alaska e l'isola Kodiak.
- La baia di Šelichov (50°22′11.97″N 155°37′01.98″E), sulla costa nord-occidentale dell'isola di Paramušir.
- La città di Šelechov nella Siberia sud-orientale (Oblast' di Irkutsk).
- Il Šelichov Pik, una delle cime montuose (2 811 m) dei Tunkinskie Gol'cy.